# Can Calau (Montmeló)
Can Calau és una casa eclèctica de Montmeló (Vallès Oriental) protegida com a Bé Cultural d'Interès Local.

## Descripció
Edifici entre parets mitgeres amb jardí al davant. Consta de dos cossos amb planta baixa i pis. El cos de la dreta es coneix com a Can Calau, i el cos de la dreta es coneix com a Ca la Teresita. La coberta és a dues vessants acabada amb una cornisa motllurada. Aquesta és al damunt d'una barana d'obra estucada amb uns petits pilars acabats amb un perfil corbat recobert de ceràmica. Les façanes estan revestides d'esgrafiats de motius vegetals i geomètrics de color blanc sobre un fons ocre. Una potent motllura separa les plantes dels dos cossos.
Els buits són de llinda plana i estan emmarcats amb esgrafiats. Al damunt d e cada finestra del pis hi ha una petita obertura quadrada per la ventilació. En el cos de la dreta hi ha dos habitatges independents, un per planta. L'escala per accedir al pis es troba en el cos allargat que sobresurt del pla de la façana. A la planta baixa hi ha un porxo amb columnes de tipus jònic que sostenen la tribuna del pis.
La coberta és de cinc vessants acabada amb un ràfec sostingut amb biguetes de fusta. Les teules són de ceràmica vidrada, les arestes són de teula àrab de color ocre i la resta són planes de color granatós. Els plens del damunt dels finestrals estan recoberts de planxa metàl·lica de formes geomètriques, triangles i rombes, de color blau, groc i plom. Els plens de sota els finestrals estan recoberts d'esgrafiats que dibuixen gerros amb flors. El finestral del davant de la tribuna té una jardinera revestida de rajoles de ceràmica de tonalitats blaves i grogues. Aquesta està sostinguda per dues mènsules de ferro forjat.
El cos de l'esquerra té a la planta baixa un portal i una finestra amb reixa de ferro forjat. Al damunt del portal hi ha un balcó amb barana de ferro forjat que sobresurt del pla de façana. Al costat del buit del balcó hi ha una finestra.
La tanca del jardí és de pilars d'obra arrebossats i baranes de ferro forjat que reposen sobre un talús fet amb un mur de paredat de còdols. Els pilars del portal d'entrada estan coronats per una piràmide quadrangular. L'escala per accedir al jardí és de totxo.

## Història
El març de 1933 Nicolau Castells i Lloveras demana una llicència d'obres al Departament d'obres públiques de la Generalitat de Catalunya per poder construir una tribuna mirador de baixos i pis i una pèrgola. Aleshores era el número 14 del carrer Vic. Aquest projecte de reformes de la façana el realitzà l'arquitecte Manuel Joaquim Raspall i Mayol, arquitecte municipal de Montmeló entre 1924 i 1931.